# XI. Budapester Bezirk
Der XI. Bezirk der ungarischen Hauptstadt Budapest wird auch als Újbuda („Neu-Buda“) bezeichnet und ist der bevölkerungsreichste Bezirk der Stadt.

## Lage und Daten
Újbuda liegt westlich der Donau im südlichen Teil von Buda. Im Süden liegt der 22. Bezirk und im Westen Budaörs. Der nördliche Nachbar ist der I. Bezirk. Der XI. Bezirk besteht aus den folgenden Stadtteilen, wobei manche teilweise auch anderen Bezirken angehören:
Albertfalva (dt. Sachsenfeld), Dobogó, Gazdagrét, Gellérthegy (teilweise, dt. Kelenberg), Hosszúrét, Infopark, Kamaraerdő (dt. Kammerwald), Kelenföld (dt. Krenfeld), Kelenvölgy, Kőérberek, Lágymányos, Madárhegy, Nádorkert, Őrmező, Örsöd, Péterhegy (dt. Petersberg), Pösingermajor, Sasad, Sashegy (teilweise), Spanyolrét, Szentimreváros.

## Geschichte
Im Jahr 1930 wurde mit dem Gesetzesartikel XVIII die Ausgestaltung vier neuer Bezirke mit den Nummern XI bis XIV geregelt. Mit der Verordnung des Innenministeriums (Nr. 2130/1930) wurde das Gesetz im selben Jahr umgesetzt. Das Gebiet Kelenföld-Lágymányos wurde vom I. Bezirk abgetrennt und bestimmte die Grenzen des XI. Bezirks. Vom 1. März 1934 bis 1950 trug der Bezirk den Namen Szent Imre város (Heiliger-Emmerich-Stadt).
Nach dem Systemwechsel setzte sich das Anliegen durch, dem Bezirk einen einfachen Namen zu geben, der nicht mit kleineren Stadtteilen verwechselt werden kann. Die Wahl fiel auf die Bezeichnung Újbuda, der auf das Mittelalter zurückgeht und auch in Dokumenten der Stadtplanung in den 1860er-Jahren genannt wurde. Beim Bau der Komáromer Eisenbahn 1884 bezog sich die Vorläuferorganisation der MÁV unter diesem Namen auf den Kelenföldi pályaudvar. Schließlich wurde 1991 in der Bezirkszeitung Kelenföldi Híradó der neue Name erstmals gebraucht. Seit 2003 begannen mehrere Organisationen, den Namen zu verwenden, zum Beispiel die neue Linie Újbuda-Bus. Die Bezirksregierung legte fest, dass der Name ab dem 29. Mai 2005 auch offiziell gültig ist.

## Bevölkerung
Újbuda ist der bevölkerungsreichste Bezirk in Budapest. Im Jahr 2006 lebten dort 136.503 Menschen. Damit ist der XI. Bezirk die fünftgrößte „Stadt“ in Ungarn. 
In diesem Bezirk ist die Arbeitslosigkeit mit 1,71 % am geringsten in Budapest. Das hängt damit zusammen, dass dort der Anteil an Bewohnern mit mittlerem beziehungsweise höherem Bildungsabschluss höher ist als durchschnittlich in der Hauptstadt. Der höhere Anteil betrug im Jahr 2005 bei der mittleren Bildung etwa 12,8 % und bei hohen Abschlüssen etwa 13 % mehr als in der gesamten Stadtbevölkerung.

### Wahlbezirke der Parlamentswahlen
Újbuda ist in drei Wahlbezirke untergliedert:
- 15. Wahlbezirk: Gellérthegy, Szentimreváros und Lágymányos
- 16. Wahlbezirk: Albertfalva und Kelenföld
- 17. Wahlbezirk: Gazdagrét, Kelenvölgy, Őrmező und Sas-hegy

## Der Bezirk heute

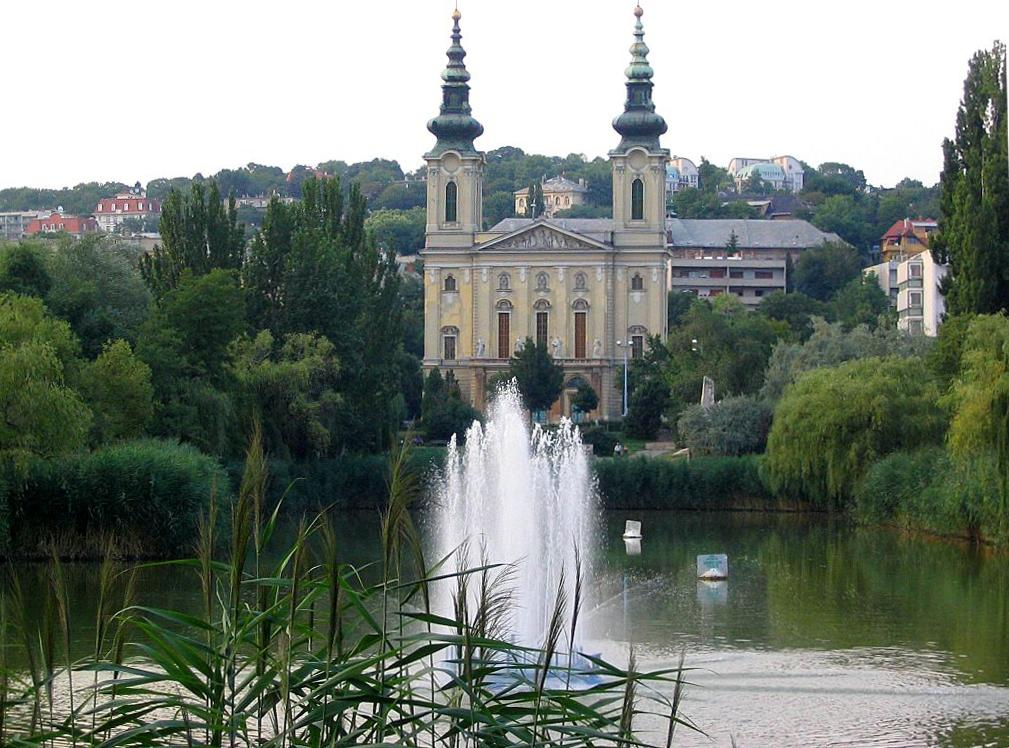
Feneketlen-tó

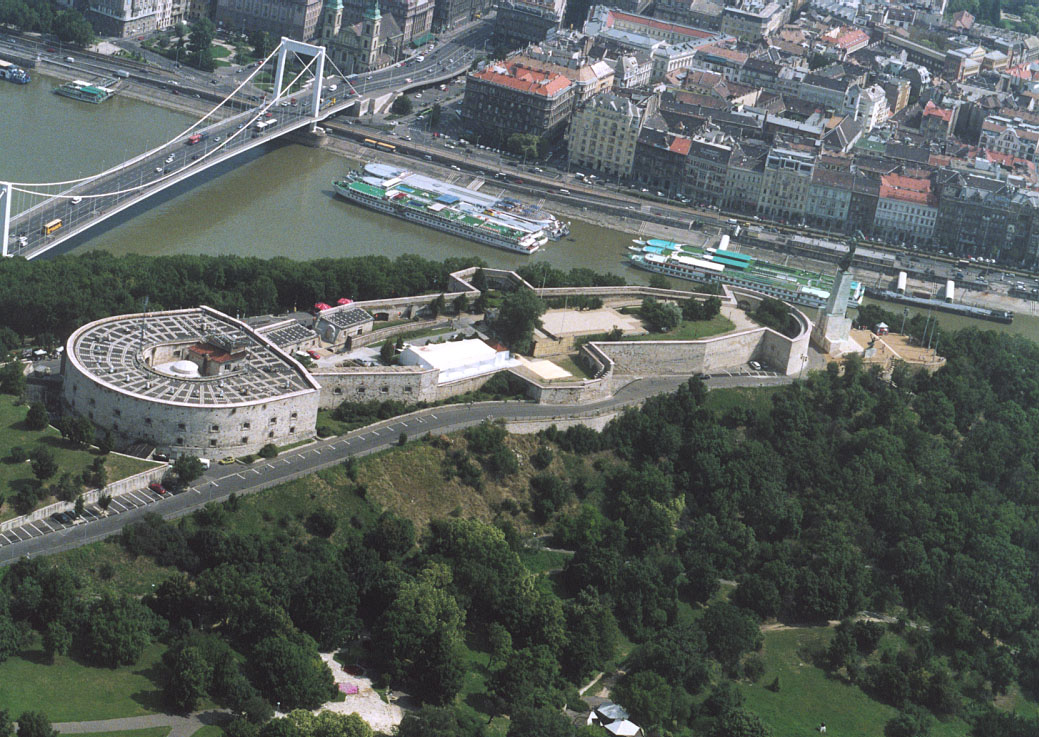
Gellértberg

Im Bezirk befanden sich im Jahr 2006 71.651 Wohnungen, hauptsächlich Zwei-Zimmer-Wohnungen. Die Wohnungen im inneren Bereich wurden überwiegend vor 1945 gebaut. Die Wohnsiedlungen im XVI. Wahlbezirk stammen aus den 1960er- und 1970er-Jahren, die Häuser im 17. Wahlbezirk wurden in den 1980er-Jahren errichtet.
Újbuda ist ein relativ grüner Bezirk. Es gibt viele Parks, kleinere Berge und Seen, das Donauufer, mehrere Quellen, zwei Naturschutzgebiete, eine Gartenstadt, außerdem ein Hallenbad und Heilbäder. Es gibt wenig Industrie und ein zentrales Viertel mit dem Verkehrszentrum. Weiterhin gibt es ein eigenes Krankenhaus, mehrere Kirchen, Theater, Baudenkmäler und Sportflächen.
Pläne:

Nach der Fertigstellung der Metrolinie 4 ist geplant, im Bereich des Gellért tér und der Bartók Béla út ein Künstlerviertel zu errichten. Einige Nebenstraßen sollen zu Fußgängerzonen werden, um den Autoverkehr zu reduzieren.

## Nahverkehr
Vom 11. Bezirk aus führen wichtige Verkehrswege nach Westen. Die meisten Züge in Richtung Transdanubien verlaufen über den Bahnhof Kelenföld. Újbuda ist mit vier Brücken mit der Pester Seite verbunden. 
Wichtige Verkehrsknotenpunkte:
- Szent Gellért tér
- Móricz Zsigmond körtér
- Kosztolányi Dezső tér

## Bildung
Institutionen höherer Bildung
Im 11. Bezirk befinden sich mehrere Hochschulen und Universitäten:
- Technische und Wirtschaftswissenschaftliche Universität Budapest (BME)
- Teile der Loránd-Eötvös-Universität
- Teile der Corvinus-Universität Budapest
- Általános Vállalkozási Főiskola
- Gábor Dénes Műszaki Informatikai Főiskola

Mittelschulen:

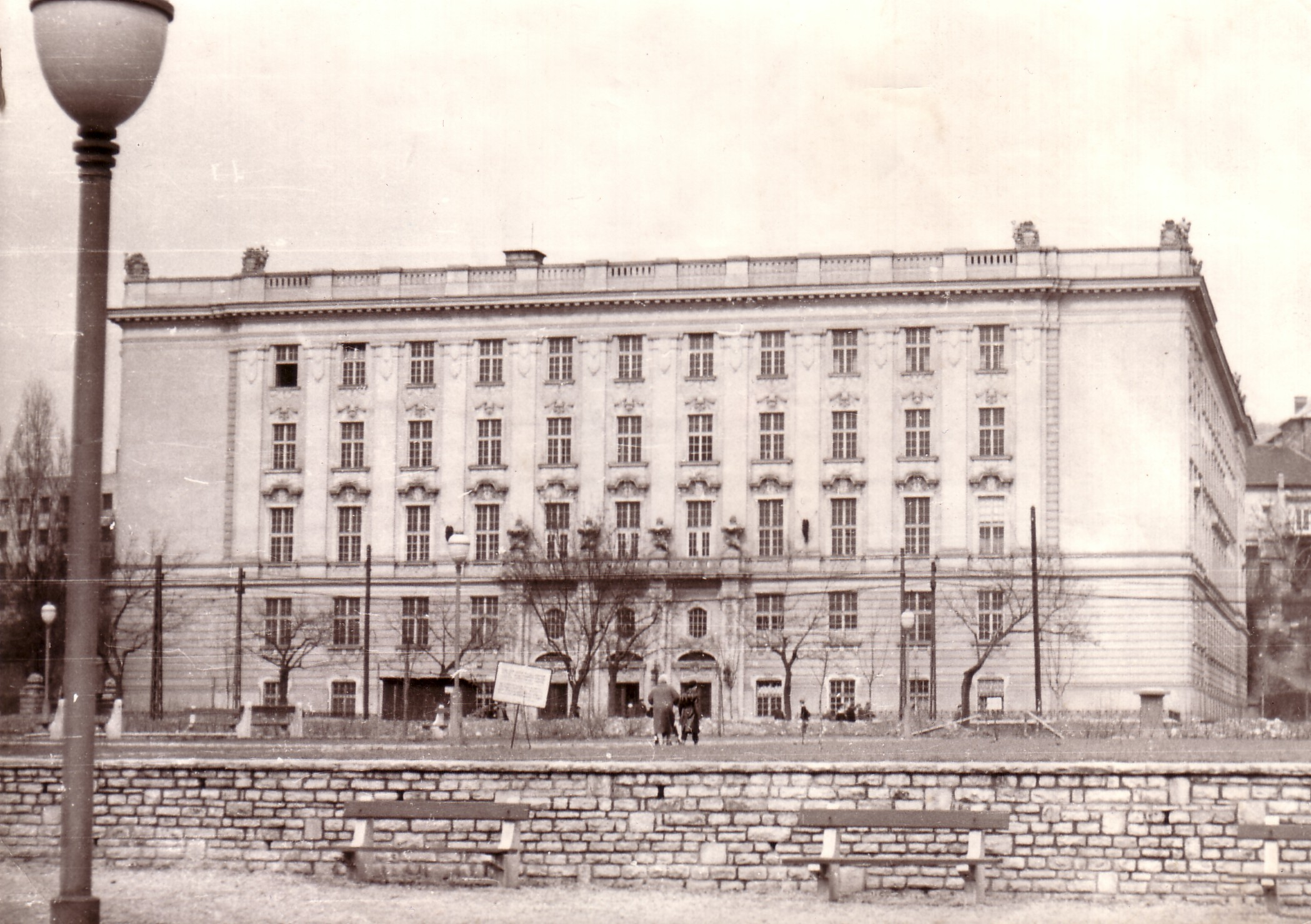
Das Szent-Imre-Gymnasium in der Villányi út

- Weiner Leó Zeneiskola és Zeneművészeti Szakközépiskola (Leó-Weiner-Musikschule und Musikfachmittelschule)

Einige bekannte Gymnasien:
- Budai-Ciszterci-Szent Imre-Gymnasium („Sankt-Emmerich-Zisterzienser-Gymnasium Buda“)
- József-Attila-Gymnasium (1948–1998 im Gebäude des Szent-Imre-Gymnasiums)
- Szent-Margit-Gymnasium
- Öveges-József-Gymnasium
- Bethlen-Gábor-Gymnasium

## Sehenswürdigkeiten
- Feneketlen-tó
- Kamaraerdő
- Sas-hegy
- Gellért-hegy mit Zitadelle (Budapest) und Freiheitsstatue
- Rupp-hegy
- Kőérberki Szikes rét
- Budai Arborétum (siehe Arboretum)
- Felsenkirche

## Partnerstädte
- Ada, Serbien
- Bad Cannstatt, Stuttgart, Deutschland
- Cortona, Italien
- Târgu Mureș, Rumänien
- Trstice, Slowakei
- Prag (Prag 5), Tschechien
- Sânzieni, Rumänien
- Trogir, Kroatien
- Ustroń, Polen